# Weberocereus imitans
A Weberocereus imitans egy ritka, kultúrában nem megtalálható epifita kaktusz.

## Elterjedése és élőhelye
Costa Rica; 500 m tengerszint feletti magasságban.

## Jellemzői
Lapított hajtásai erősen karéjosak, areolái két sorban helyezkednek el, a hajtások töve hengeres keresztmetszetű, 15 mm átmérőjű, a felső lapított rész 100–150 mm hosszú. Areolái gyapjasak, sertéket is viselnek. Tövisei száma (0-) 1-3 között változhat, hegyesek. Virágai többé-kevésbé tölcsér alakúak, 60–70 mm hosszúak, fehérek, areolák csak a pericarpiumon fejlődnek, melyek 4 mm hosszú töviseket viselnek. A tölcsér rövid, a pikkelyek hónaljában szőrök fejlődnek. A külső szirmok barnászöldek, a belsők fehérek, a porzók és a bibe krémszínű. Termése ovális, tövisezett bogyó.

## Rokonsági viszonyai
Karéjozott hajtása erősen emlékeztet az Epiphyllum anguliger, Selenicereus anthonyanus és Selenicereus chrysocardium fajok szárára (az imitans jelentése utánzó), azonban virágai egyértelműen elárulják erős rokonságát a többi Weberocereus fajjal.